# Robert Orr
Robert Kemsley (Robin) Orr CBE (født 2. juni 1909 i Brechin, Skotland - død 9. april 2006 i Cambridge, England) var en skotsk komponist, professor, lærer og organist.
Orr studerede kompostion og orgel på Det Kongelige Musikkonservatorium i London og Cambridge Universitet hos bl.a. Arthur Benjamin. Han studerede videre privat i Siena hos Alfredo Casella og i Paris hos Nadia Boulanger. Orr har skrevet tre symfonier, sinfonietta, orkesterværker, kammermusik, operaer, sange, korværker, solostykker for mange instrumenter etc. Han underviste i komposition på forskellige universiteter i Cambridge og London og var professor på Glasgow Universitet.

## Udvalgte værker
- Symfoni nr. 1 ( I en sats) (1963) - for orkester
- Symfoni nr. 2 (1970) - for orkester
- Symfoni nr. 3 (1978) - for orkester
- Sinfonietta "Helvetica" (1990) - for orkester